# زندگی شگفت‌انگیز من
زندگی شگفت‌انگیز من (به ترکی استانبولی: Şahane Hayatım) یک مجموعه تلویزیونی ترکی در ژانر درام به کارگردانی چاغری بایراک و نویسندگی مریچ آجمی است که توسط شرکت آی یاپیم تولید شده است. پخش این مجموعه تلویزیونی از ۱ نوامبر ۲۰۲۳ در شبکه اکنون شروع و در ۵ ژوئن ۲۰۲۴ به پایان رسید. در این مجموعه هلال آلتینبیلک، انور تونا، اییت اوزشنر، سرکان کسکین، نسرین جوادزاده و سومرو یاوروجوک ایفای نقش کرده‌اند.

## خلاصه داستان
این سریال دربارهٔ زندگی زنی به نام شبنم گوموشچو است که با ناعدالتی‌های بزرگی بدنیا آمده. و در حین بزرگ شدنش سخت کار می‌کرده تا بر آنها غلبه کند و هر کاری که لازم است انجام دهد تا بتواند هر جرم و جنایتی که در گذشته رخ داده بوده را فراموش کند. در اواخر سوابق جنایتی خود، پلیسی شروع به دنبال کردن او می‌کند در حالیکه شبنم بتازگی شروع به گذراندن زندگی شگفت‌انگیز روزانه خودش کرده بود.

## بازیگران و شخصیت‌ها
| بازیگر         | نقش             | قسمت | توضیحات |
| -------------- | --------------- | ---- | ------- |
| هلال آلتینبیلک | شبنم آردا       | ۱–۳۰ |         |
| انور تونا      | مسعود اوزتورکمن | ۱–۳۰ |         |
| اییت اوزشنر    | اونور گوموشچو   | ۱–۳۰ |         |
| سرکان کسکین    | نیازی عدالتی    | ۱–۳۰ |         |
| نسرین کوادزاده | ملیسا اوزسوی    | ۱–۳۰ |         |
| سومرو یاوروجوک | آیسل گوموشچو    | ۱–۳۰ |         |

## انتشار
| فصل | قسمت‌ها | قسمت‌ها | تاریخ اصلی روی آنتن رفتن | تاریخ اصلی روی آنتن رفتن |
| فصل | قسمت‌ها | قسمت‌ها | اولین بار                | آخرین بار                |
| --- | ------ | ------ | ------------------------ | ------------------------ |
| ۱   | ۳۰     | ۳۰     | ۱ نوامبر ۲۰۲۳            | ژوئن ۲۰۲۴                |